# Mnelalete
Mnelalete is een bestuurslaag in het regentschap Timor Tengah Selatan van de provincie Oost-Nusa Tenggara, Indonesië. Mnelalete telt 6440 inwoners (volkstelling 2010).